# Línea 23 (Asunción)
La Línea 23 es una línea de transporte público de Gran Asunción perteneciente a la empresa  Transporte y Turismo Lambaré S.A., regulada por el Viceministerio de Transporte, dependiente del Ministerio de Obras Públicas y Comunicaciones (MOPC); que parte desde la ciudad de Lambaré y llega hasta el barrio Zeballos Cué de la ciudad de Asunción, en dos de sus itinerarios, y la ciudad de Limpio pasando también por el municipio de Mariano Roque Alonso. Hoy día la empresa cuenta con tres líneas, abarcando también la 24 y la 33, totalizando 8 recorridos a cargo de la firma.

## Administración
Representante: Juan Carlos Aveiro

Teléfono: 021 940 350 /
021 940 354 /

## Recorridos

### Línea 23
- Zeballos 1 (partiendo de la parada central en Lambaré y pasando por el barrio Puerto Pabla, el centro de Asunción y el barrio capitalino Viñas Cué donde tiene su destino final)
- Limpio 1 (partiendo de la parada central en Lambaré, pasando por la calle Pedro Juan Caballero hasta salir a la Av. Cacique Lambaré dirigiéndose al microcentro capitalino para luego ir hasta el centro de la ciudad de Limpio)
- Limpio 1 - Villa Madrid (con el mismo itinerario que el anterior, pero luego de ingresar al centro de Limpio se dirige a la compañía Villa Madrid de dicha ciudad, entrando en un camino vecinal luego de venir por la Ruta 3)

### Línea 24
- Piquete Cué (parte desde la parada central de Lambaré pasando por el Barrio San Isidro, la calle Héroes del 70 y la Av. Cacique Lambaré, el microcentro capitalino, los municipios de Mariano Roque Alonso y Limpio y teniendo como última parada la compañía Piquete Cué, en cercanías al Río Paraguay que separa al municipio de Limpio con la ciudad de Villa Hayes)

- Colonia (mismo itinerario del ramal Piquete Cué hasta el centro limpeño, en donde gira al sur dirigiéndose a la compañía Colonia lindante con el municipio de Luque)

- Salado (mismo itinerario del ramal Colonia, al llegar al centro de Limpio también se dirige al Sur, con la diferencia de que los ómnibus hacen un giro a la izquierda a la altura del surtidor Barcos y Rodados para dirigirse a la zona del hospital de Salado)

- Don Bosco (itinerario nuevo, el cual es muy similar al itinerario de la compañía Salado, con la única diferencia de que se dirige al barrio ingresando a la derecha por un camino vecinal entre el surtidor y el hospital de Salado)

### Línea 33
Cuenta con un solo itinerario, el cual comienza desde la parada central de la firma, pasando por el barrio lambareño Puerto Pabla, la Av. Bruno Guggiari, el Mercado Central Nro. 4, el micro centro capitalino para dirigirse al Barrio Zeballos Cué, donde tiene su parada final en el mismo lugar que el ramal Zeballos 1 de la Línea 23.

## Puntos de interés dentro del recorrido
Todos los ramales:
- Municipalidad de Lambaré
- Asunción Super Centro
- Centro Cultural Paraguayo Americano (CCPA)
- Asunción Golf Club

Ramales que incluyen Zeballos Cué dentro del recorrido:
- Aldea SOS
- ESSAP
- ANDE

Ramales que incluyen la Ruta Transchaco y el centro de Limpio:
- Asociación Rural del Paraguay
- Shopping Mariano